# 喀萨冠孔吸虫
喀萨冠孔吸虫（学名：Mesorchis kasachi）为棘口科冠孔属的动物。分布于俄罗斯以及中国大陆的福建等地，营寄生生活，宿主须浮鸥、黑浮鸥以及寄生于肠。